# Île Goat
L'île Goat est une île de l'État de Washington dans le comté de Skagit aux États-Unis, appartenant administrativement à La Conner.

## Description
Elle s'étend sur plus de 1,1 km de longueur pour une largeur d'environ 660 m.